# Vdaná snoubenka
Vdaná snoubenka je americká romantická komedie z roku 2008, kterou režíroval Griffin Dunne. V hlavních rolích hrají Uma Thurman, Jeffrey Dean Morgan, Colin Firth, Isabella Rossellini a Sam Shepard. Filmový scénář napsali Mimi Hare, Clare Naylor a Bonnie Sikowitz; film produkovali Jennifer Todd, Jason Blum, a Uma Thurman.

## Zápletka
Hasič z New Yorku, Patrick Sullivan (Jeffrey Dean Morgan), neměl vůbec ponětí, jak rychle se může změnit jeho idylický život bez jeho vlastního zapříčinění. Stačil jeden telefonát a jedna rada od známé expertky na lásku a rádiové hlasatelky doktorky Emmy Lloyd (Uma Thurman), kterou vyhledá Patrickova snoubenka Sophia (Justina Machado). Doktorka zpochybní Sophiin náhled na romantickou lásku a doporučí jí, aby zasnobení odvolala – což Sophia velmi rychle udělá.
Patrick je tak rozzlobený na Emmu, že když se doslechne o jejím zasnoubení a chystané svatbě, využije počítačové schopnosti svého mladého souseda, který se nabourá do úředních záznamů a vytvoří falešný záznam o manželství mezi Emmou a Patrickem. Když se Emma na úřadě dozví, že si nemůže vzít svého perfektního snoubence Richarda (Colin Firth), protože je již úředně vdaná, nemá jinou možnost než konfrontovat Patricka. Ten se ale během svého procesu vytváření lží v okolí Emmy zvládne do doktorky zakoukat a rozhodne se pokusit svoje štěstí v romantickém zamotání její hlavy, což ji uvrhne do problémů, které sama začne řešit lhaním sobě samé i jejímu milovanému snoubenci. Emma je přitahována Patrickovým charisma, ale snaží se mu odolat.
Emma od Patricka potřebuje podpis na úřední dokumenty, které by zrušily ono falešné manželství, aby si mohla vzít Richarda. Patrick podpis dokumentů odkládá jak jen to je možné, aby mohl s Emmou trávit více času. V jednu chvíli Patrick předstírá, že je její snoubenec Richard, což Emma nevyvrátí kvůli lidem, kteří je pozorují u ochutnávky svatebního dortu. Jedna ze žen, které jsou přítomny ochutnávce dortu je manželka Richardova obchodního partnera, který se rozhodl ukončit s Richardem obchodní vztahy a chce mu o jeho rozhodnutí říct na banketu, na který se Emma s Richardem společně chystají. Tato žena o plánu svého muže informuje Emmu a Emma se chce pokusit zachránit Richardův obchod. Problém ale je, že si ta žena myslí, že Patrick je Richard. Protože Emma neví, jak situaci napravit, předstírá dále, že Patrick je Richard a že Richard je její bratr Carl. Ještě horší je, že Emma s Patrickem jsou pozváni k Richardovu obchodnímu partnerovi na večeři. Situace se ale změní v lepší, když Patrick Richardova partnera okouzlí natolik, že ten se rozhodne v obchodech s Richardem pokračovat.
Později po večeři Patrick vezme celou společnost na překvapivou návštěvu. Patrick je si blízký se svými indickými sousedy, kteří ho podporovali a pomáhali mu, když měl problémy. Jejich návštěva tedy vede na hinduistický ceremoniál dospělosti, kterému se podrobuje právě jejich syn, který pomohl Patrickovi změnit úřední záznamy o "svatbě" mezi Emmou a Patrickem. Všichni se na slavnosti příjemně baví, a Emma si začne uvědomovat, že Patrick jí není úplně odporný. Proběhne mezi nimi krátká romantická chvilka, ale Emma uteče, než se může stát něco závažnějšího.
Patrick nadále Emmu sleduje a dokonce se za ní rozhodne zajít do studia, kde se pohádají. Jejich hádka pokračuje, když spolu nastoupí do výtahu. Patrick se najednou rozhodne požádat všechny ostatní lidi ve výtahu, aby si vystoupili, což udělají, když jim ukáže svůj hasičský odznak. Když se za nimi zavřou dveře výtahu, Patrick s Emmou se spolu začnou vášnivě líbat. Brzy na to se Emma rozhodne odvolat svatbu s Richardem a vydá se za Patrickem, u něhož stráví noc. Druhý den ráno u něj doma ale zjistí, že ji Patrick sledoval a má o ní podrobné detaily. Patrick se přizná, že ji původně chtěl oplatit jeho zrušené zasnoubení, ale že se do ní postupem času zamiloval. Emma je raněna tím, že ji tak sprostě využil a vrátí se zpět za Richardem, kterému řekne, že si ho stále chce vzít. Richard konfrontuje Patricka a řekne mu, že má nechat Emmu napokoji. Patrick souhlasí, protože má pocit, že kdyby se nadále o něco snažil, nemohl by si být jistý její upřímností.
Ani Patrick, ani Emma ale nejsou úplně šťastní. Jeden den před svatbou Patrick zavolá Emmě do studia a vyzná jí lásku. Emma mu ale neodpoví a rozhodne se svěřit svému otci a požádat ho o radu. Ten jí řekne, že to rozhodnutí je jen a jen na ní. Během následujícího dne všichni svatebčané dorazí do kostela dříve a připravují se na hostinu a v tom k Emmě přistoupí Richard a řekne jí, že chce aby byla šťastná a chce, aby si vzala muže, kterého miluje. Richard totiž také slyšel jejich včerejší rozhovor na rádiu a poznal Patricka, když Emmě vyznal lásku. Richard potom odejde a Emma aktivuje požární systém zapáleným papírem. Její otec zavolá hasičskou stanici, kde pracuje Patrick. Když hasiči dorazí do kostela, Patrick a Emma se na místě vezmou. Film končí scénou "o rok později" kde je vidět, že jsou spolu stále šťastní a Emma je těhotná.

## Obsazení
| Uma Thurman         | doktorka Emmeline (Emma) Lloyd |
| Jeffrey Dean Morgan | Patrick Sullivan               |
| Colin Firth         | Richard Braxton                |
| Isabella Rossellini | paní Greta Bollenbecker        |
| Keir Dullea         | Karl Bollenbecker              |
| Sam Shepard         | Wilder                         |
| Kristina Klebe      | Katerina Bollenbecker          |
| Lindsay Sloane      | Marcy                          |
| Justina Machado     | Sofia                          |
| Sarita Choudhury    | Sunday                         |
| Brooke Adams        | Carolyn                        |
| Michael Mosley      | Declan                         |
| Ajay Naidu          | Deep                           |